# En kongelig affære
En kongelig affære (br O Amante da Rainha pt Um Caso Real) é um filme dinamarquês de 2012, do gênero drama histórico, dirigido por Nikolaj Arcel e estrelado por Mads Mikkelsen, Alicia Vikander e Mikkel Følsgaard. A história passa-se no século XVIII, na corte do mentalmente doente Rei Cristiano VII da Dinamarca, e centra-se no romance entre sua esposa, Carolina Matilde da Grã-Bretanha, e o médico real Johann Friedrich Struensee.
O filme recebeu dois Ursos de Prata no 62º Festival Internacional de Berlim, e foi indicado ao Oscar de Melhor Filme Estrangeiro no 85º Oscar e ao prêmio de Melhor Filme em Língua Estrangeira no 70º Globo de Ouro.

## Enredo
A princesa Carolina Matilde é vista escrevendo uma carta aos seus filhos na qual promete contar-lhes a verdade. O filme retrocede para quando Carolina estava na Inglaterra, prestes a partir para se casar com Cristiano VII da Dinamarca. Ela é apaixonada por artes e educação, mas ao chegar à Dinamarca é-lhe dito que muitos de seus livros são proibidos naquele país. Cristiano é mentalmente doente e Carolina é infeliz no casamento. Logo ela fica grávida de um filho (Frederico VI da Dinamarca).
Enevold Brandt e Schack Carl Rantzau recrutam o médico alemão Johann Struensee para trabalhar como médico pessoal do rei. Struensee é um homem do Iluminismo, muito influenciado pelos escritos de Jean-Jacques Rousseau. Ele mantém esse segredo do Estado, que lhe dá boas-vindas porque seu pai é um padre bem conhecido. O rei Cristiano toma forte afeição por Struensee e este torna-se um grande amigo e confidente. Quando Struensee consegue inocular o príncipe Frederico contra uma epidemia de varíola, ele torna-se muito respeitado no tribunal. Cristiano tem muito pouca influência no Conselho de Estado, mas Struensee diz-lhe que ele pode conseguir isso "atuando". O médico começa então a escrever discursos para o rei, os quais defendem seus próprios pontos de vista progressistas, e diversas reformas são aprovadas na Dinamarca.
Carolina e Struensee ficam sabendo de seus interesses e pontos de vista liberais mútuos. Eles apaixonam-se e começam um romance. Quando Carolina fica grávida, eles protegem-se convencendo Cristiano a voltar a dormir com ela. Como resultado, todos acreditam que a princesa Luísa Augusta é filha de Cristiano. A influência de Struensee continua a crescer e, eventualmente, ele convence o rei a atribuir-lhe o direito de aprovar qualquer lei. Tais reformas incluem a abolição da censura, a abolição da tortura e a redução do poder da aristocracia. A rainha-mãe, Juliana, percebe o romance entre Carolina e Struensee e o caso dos dois é revelado. Cristiano fica inicialmente com raiva, mas perdoa o amigo e diz-lhe que eles devem seguir como se nada tivesse acontecido.
Juliana e o estadista eminente Ove Hoegh-Guldberg são fortemente contra as reformas de Struensee, enquanto o povo dinamarquês também fica infeliz que um estrangeiro civil esteja no comando. Hoegh-Guldberg incita um golpe contra ele. Cristiano recusa-se a entregar Struensee ao povo, mas Hoegh-Guldberg mente que o médico e Carolina estão planejando matá-lo e tomar o poder. Cristiano permite, assim, que Carolina seja presa e levada para viver em exílio, enquanto Struensee é condenado à morte. Cristiano emite um perdão, não querendo que seu amigo morra, mas Hoegh-Guldberg evita que isso se concretize a tempo e Struensee é decapitado.
O filme retorna a Carolina escrevendo a carta, onde ela revela que está morrendo de uma doença. Dez anos mais tarde, o príncipe Frederico e a princesa Luísa Augusta leem essa carta. O texto mostrado na tela revela que quando se tornou rei, Frederico retornou às reformas de Struensee.

## Elenco
- Mads Mikkelsen como Johann Friedrich Struensee
- Alicia Vikander como Carolina Matilde da Grã-Bretanha
- Mikkel Følsgaard como Cristiano VII da Dinamarca
- David Dencik como Ove Høegh-Guldberg
- Søren Malling como Hartmann
- Trine Dyrholm como Juliana Maria de Brunswick-Wolfenbüttel
- William Jøhnk Nielsen como Frederico VI da Dinamarca
- Cyron Bjørn Melville como Enevold Brandt
- Rosalinde Mynster como Natasha
- Laura Bro como Louise von Plessen
- Bent Mejding como conde Johann Hartwig Ernst von Bernstorff
- Thomas W. Gabrielsson como Schack Carl Rantzau
- Søren Spanning como Münster
- John Martinus como Ditlev Reventlow
- Erika Guntherová como Hofdame
- Harriet Walter como Augusta de Saxe-Gota
- Klaus Tange como Ministro

## Produção
Nikolaj Arcel e Rasmus Heisterberg começaram o processo de escrita através da leitura do romance de 1999 A Visita do Médico Real de Per Olov Enquist, o qual é baseado nos acontecimentos do período em que Johann Friedrich Struensee esteve na corte dinamarquesa. O direitos de exclusividade cinematográfica do romance já haviam sido vendidos a uma empresa que vinha lutando há mais de uma década para fazer uma adaptação em grande escala em inglês, e não quis vender os direitos para a Zentropa. A pesquisa continuou e o filme acabou por ser creditado como baseado no romance erótico de Bodil Steensen-Leth Prinsesse blodet af ("Princesa de Sangue"), que conta a história a partir da perspectiva da rainha, Carolina Matilde. Porém, a perspectiva e caracterização do filme permaneceram altamente influenciado pela versão de Enquist, em particular no modo como Struensee é retratado como um fomentador idealista da liberdade de expressão, na visão romântica da corte real como uma falsidade irônica e no papel da rainha como um revolucionária junto a Struensee. Para evitar conflitos sobre os direitos, Enquist foi contatado para esclarecer alguns exemplos do que ele tinha inventado e do que era baseado em fatos documentados, e uma pessoa foi contratada especificamente para comparar o roteiro e o romance para garantir que eles eram diferentes o suficiente.
O filme, produzido pela Zentropa, é uma co-produção entre a Dinamarca, a Suécia e a República Checa, e teve um orçamento de 46 milhões de coroas dinamarquesas (US$ 8.406.127,40). Antes de decidir o título final, o filme teve os títulos Dronningen og livlægen ("A Rainha e o Médico Real"), baseado, em parte, no título do livro de Enquist, e Caroline Mathildes år ("Os Anos de Carolina Matilde").

## Recepção da crítica
O filme recebeu bastante elogios da crítica especializada. O site de críticas Rotten Tomatoes dá ao filme uma pontuação de 89% com base em 102 avaliações, com uma classificação média de 7,3/10, e o resumo, "O Amante da Rainha é um drama de trajes luxuosos e suntuosos com uma história suculenta para apoiá-lo." Já o site Metacritic dá uma ponderada média de 73 pontos com base em opiniões de 27 críticos, indicando "avaliações favoráveis."
O Crítico Britânico de Cinema Mark Kermode empatou o filme como o Melhor Filme de 2012 juntamente com Berberian Sound Studio.

## Prêmios
No Festival de Cinema de Berlim, Mikkel Følsgaard ganhou o Urso de Prata de Melhor Ator e Nikolaj Arcel e Rasmus Heisterberg ganharam o prêmio de Melhor Roteiro.
| Ano  | Prêmio                                               | Categoria                                   | Indicado(s)                          | Resultado |
| ---- | ---------------------------------------------------- | ------------------------------------------- | ------------------------------------ | --------- |
| 2013 | Oscar                                                | Melhor Filme Estrangeiro                    | O Amante da Rainha                   | Indicado  |
| 2013 | Globo de Ouro                                        | Melhor Filme Estrangeiro                    | O Amante da Rainha                   | Indicado  |
| 2012 | Dallas-Fort Worth Film Critics Association Awards    | Melhor Filme Estrangeiro                    | O Amante da Rainha                   | Indicado  |
| 2012 | Phoenix Film Critics Society Award                   | Melhor Figurino                             | Manon Rasmussen                      | Indicado  |
| 2012 | Phoenix Film Critics Society Award                   | Melhor Filme Estrangeiro                    | O Amante da Rainha                   | Indicado  |
| 2012 | Satellite Awards                                     | Melhor Filme Estrangeiro                    | O Amante da Rainha                   | Indicado  |
| 2012 | Satellite Awards                                     | Melhor Figurino                             | Manon Rasmussen                      | Venceu    |
| 2012 | Satellite Awards                                     | Melhor Direção de Arte e Design de Produção | Niels Sejer                          | Indicado  |
| 2012 | Washington D.C. Area Film Critics Association Awards | Melhor Filme Estrangeiro                    | O Amante da Rainha                   | Indicado  |
| 2012 | Festival Internacional de Cinema de Berlim           | Urso de Ouro                                | Nikolaj Arcel                        | Indicado  |
| 2012 | Festival Internacional de Cinema de Berlim           | Melhor Roteiro                              | Nikolaj Arcel and Rasmus Heisterberg | Venceu    |
| 2012 | Festival Internacional de Cinema de Berlim           | Melhor Ator                                 | Mikkel Følsgaard                     | Venceu    |